# Phyllopodium cordatum
Phyllopodium cordatum är en flenörtsväxtart som först beskrevs av Carl Peter Thunberg, och fick sitt nu gällande namn av O.M. Hilliard. Phyllopodium cordatum ingår i släktet Phyllopodium och familjen flenörtsväxter. Inga underarter finns listade i Catalogue of Life.